# Йонгван (уезд, Республика Корея)
Йонгва́н (кор. 영광군?, 靈光郡?, Yeonggwang-gun) — уезд в провинции Чолла-Намдо, Южная Корея.